# حرب الفجار
حرب الفِجَار (43 ق هـ / 580م - 33 ق هـ / 590م) هي إحدى حروب العرب في الجاهلية وحصلت بين قبيلة كنانة (ومنها قريش) وبين قبائل قيس عيلان (ومنهم هوازن وغطفان وسليم وثقيف ومحارب وعدوان وفهم) وكان سيد قيس عيلان ملاعب الأسنة أبو براء العامري. وسميت بالفجار لما استحل فيه هذان الحيان من المحارم بينهم في الأشهر الحرم ولما قطعوا فيه من الصلات والأرحام بينهم، وفي بعض اللهجات العامية تُنطق «حرب الفُجّار» بضمّ الفاء وتشديد الجيم، وهذا النطق خطأ.

## الفِجَار الأول
ويعرف باسم فجار الرجل وخبره أن أوس بن الحدثان النصري الهوازني باع من رجل من كنانة ذودا له إلى عام قابل يوافي السوق فوافى سنة بعد سنة ولا يعطيه وأعدم الكناني، فوافى النصري سوق عكاظ بقرد فوقفه في السوق ثم قال: «من يبيعني مثل قردي هذا بمالي على فلان الكناني؟» يريد أن يخزي الكناني بذلك، فمر رجل من بني كنانة فضرب القرد بالسيف فقتله آنفا مما فعل النصري، فصرخ النصري في قيس عيلان وصرخ الكناني في بني كنانة فتحاور الناس حتى كاد يكون بينهم قتال ثم كفوا وقالوا: «أفي رَباح -أي قرد- تريقون دماءكم وتقتلون أنفسكم»، فيسر الخطب في أنفسهم وكف بعضهم عن بعض.

## الفِجَار الثاني
ويعرف باسم فجار الفخر أو فجار الرجل وخبره أن أبو منيعة، وقيل أبو معشر بن مكرز وقيل بدر بن معشر، وكان رجلا من بني غفار بن مليل بن ضمرة بن بكر بن عبد مناة بن كنانة، وكان عارما منيعا في نفسه قدم سوق عكاظ فمد رجله ثم قال يرتجز: (الرجز)
ثم قال: «أنا والله أعز العرب فمن زعم أنه أعز مني فليضرب هذه بالسيف»، فضربها رجل من بني قشير بن كعب بن عامر بن صعصعة بن معاوية بن بكر بن هوازن فخدش بها خدشا غير كبير فتحاور الناس عند ذلك حتى كاد يكون بينهم قتال، ثم تراجع الناس ورأوا أنه لم يكن كبير قتال ولا جراح فقال ابن أبي أسماء بن الضريبة النصري الهوازني: (الخفيف)
فأجابه أمية بن الأسكر الليثي الكناني قائلا:
وقيل بل ضرب رجل الغفاري الكناني رجل من بني دهمان بن نصر بن معاوية بن بكر هوازن وقال يرتجز: (الرجز)

## الفِجَار الثالث
ويعرف باسم فجار المرأة وخبره أن امرأة من بني عامر بن صعصعة بن معاوية بن بكر بن هوازن وافت عكاظ وكانت امرأة جميلة طويلة عظيمة فأطاف بها فتيان أهل مكة ينظرون إليها وعليها برقع مسير على وجهها فسألوها أن تبدي عن وجهها فأبت عليهم، وكان النساء إذ ذاك لا يلبسن الأزر، إنما تخرج المرأة فضلا في درع بغير إزار، فلما امتنعت عليهم وقد رأوا خلقها وشمائلها لزموها، فقعدت تشتري بعض حاجتها فجاء فتى من أولئك الفتيان رجل يقال له أبو الغشم بن عبد العزى بن عامر بن الحارث بن حارثة بن سعد بن تيم القرشي الكناني وهي قاعدة فحل أسفل درعها بشوكة إلى ظهرها، فلما فرغت من حاجتها قامت فإذا هي عريانة، فضحك الفتية منها وقالوا: «منعتنا وجهك فقد نظرنا إلى سفلتك»، فكشفت المرأة عن وجهها فإذا وجه وضيء فكانوا أشد إغراما عما كانوا بها، وصاحت: «يا لقيس انظروا ما فعل بي»، فاجتمع الناس واجتمع إليها عشيرتها ودنا بعضهم من بعض، وحملوا السلاح وحملته كنانة ثم ترادوا بعد شيء من مناوشة وقتال ووقعت بينهم دماء فتوسط حرب بن أمية سيد كنانة ودفع ديات القتلى وأرضى بني عامر بن صعصعة.

## الفِجَار الرابع
ويعرف باسم فجار البراض أو فجار اللطيمة ولهذا قال الشاعر أبو تمام حبيب بن أوس الطائي:
وقالت العرب في الأمثال: أفتك من البراض لفتكه، وكان البراض بن قيس بن رافع الضمري الكناني فتاكا من فتاك العرب في الجاهلية وخليعا خلعه وطرده قومه بنو ضمرة من كنانة، فحالف بني سهم من قريش، فعدا على رجل من قبيلة هذيل فقتله، فقام الهذليون إلى بني سهم يطلبون دم صاحبهم، فقالت بنو سهم: «قد خلعناه وتبرأنا من جريرته»، فقالت هذيل: «من يعرف هذا؟»، فقال العاص بن وائل: «أنا خلعته كما يخلع الكلب»، فأسكت الهذليون، ولم يروا وجه طلب، فأتى البراض إلى حرب بن أمية العبشمي القرشي وكان سيد كنانة يطلب أن يحالفه، فقال حرب: «إني قد رايت حلفاءك خلعوك وكرهوك»، فقال البراض: «وأنت إن رأيت مني مثل ما راوا فأنت بالخيار إن شئت أقمت على حلفك وإن شئت تبرأت مني»، قال حرب: «ما بهذا بأس»، فحالفه حرب بن أمية فعدا البراض على رجل من قبيلة خزاعة فقتله وهرب في البلاد فطلب الخزاعيون دمه فلم يقدروا عليه.
فأقام البراض باليمن سنة ثم دنا من مكة فإذا الهذليون يطلبونه وإذا الخزاعيون يطلبونه وقد خلع، فقال: «ما وجه خير من النعمان بن المنذر، نلحق به»، فانطلق حتى قدم الحيرة فقدم على وفود العرب حين وفدوا على النعمان بن المنذر ملك الحيرة، فأقام يطلب الإذن معهم فلم يصل إلى النعمان حتى طال عليه المقام وجفي، وحان بعث النعمان بلطيمة كان يبعث بها إلى سوق عكاظ، فخرج النعمان فجلس للناس بفنائه بالحيرة وعنده وفود العرب وكانت عير النعمان ولطائمه إذا دخلت إلى تهامة لا يهيجها أحد حتى عدا النعمان بن المنذر على أخ بلعاء بن قيس الليثي الكناني وكان سيد بني بكر من كنانة فقتله، فجعل بلعاء بن قيس يتعرض للطائم التي للنعمان بتهامة فينهبها، قد فعل ذلك بها مرتين، فخاف النعمان على لطيمته، واللطيمة هي العير التي تحمل المتاع للتجارة، فقال النعمان يومئذ: «من يجيز هذه العير؟» فوثب البراض وعليه بردة له صغيرة ومعه سيف له قد أكل غمده من حدة فقال: «أنا أجيزها لك»،  فقال عروة بن عتبة بن جعفر بن كلاب العامري الهوازني وكان سيدا من سادات قيس عيلان يقال له الرحال لرحلاته إلى الملوك: «أكلب خليع يجيزها لك؟، أبيتَ اللعن، أنا أجيرها لك على أهل الشّيح والقَيْصوم من أهل نجد وتهامة»، فقال البراض: «أعلى بني كنانة تُجيرها يا عُروة؟»، فقال: «وعلى الناسِ كلِّهم». فدفع النعمان اللطيمة إلى عروة الرحال وخرج الرحال بالعير، وخرج البراض في أثر عروة الرحال حتى إذا كان في بعض الطريق أدركه البراض فتقدم أمام عيره وأخرح الأزلام يستقسم بها، فمر به الرحال فقال له: «ما تصنع؟» فقال: «إني أستخير في قتلك»، فضحك الرحال وهو لا يَخشى منه شيئاً، لكونه بين ظَهراني قومه من غطفان وهم من قيس عيلان دون الجريب إلى جانب فدك بأرض يقال لها أوارة قريب من الوادي الذي يقال له تيمن فأنزل عروة اللطيمة وسرح الظهر، فدخل البراض على عروة نصف النهار وهو في قبة من أدم فناشده عُروة قائلا: «كانت مني زلّة، وكانت الفعلة مني ضلّة». فضربه البراض بالسيف حتى برد، وخَرج يرتجز قائلا:
وقال البراض في ذلك أيضا:
ويعني ببني بكر قومه بني ضمرة بن بكر بن عبد مناة بن كنانة، وأما بنو كلاب قوم عروة فهم بنو كلاب بن ربيعة بن عامر بن صعصعة بن معاوية بن بكر بن هوازن بن منصور بن عكرمة بن خصفة بن قيس عيلان.
وقال البراض أيضا:
ثم كتب البراض إلى أهل مكة وهم بعكاظ قائلا:
«أما بعد ذلكم فإني قتلت عروة بن عتبة الرحال بأواره يوم السبت، حين وضح الهلال من شهر ذي الحجة فررت، ومن أجرى ما حضر فقد أجرى ما عليه، إن غدا حيث يثور الريح ينكثني الأمر لك القبيح».
ثم استاق البراض اللطيمة حتى انتهى إلى خيبر، فتبعه إلى خيبر رجلان من قيس عيلان هما المُساور بن مالك الغطفاني وأسد بن خيثم الغنوي،  فلقياه بخيبر فلما رآهما نسبهما فانتسبا له إلى سعد بن قيس عيلان فاعتزى هو إلى فزارة فقالا له: " هل أحسست رجلا يقال له البراض من بني بكر؟"، فقال البراض: " سألتما عن لص عاد خليع لبس أحد من أهل خيبر يدخله داره ولكن أقيما ههنا وتلطفا له عسى تظفرا به"، فقالا: "نعم"، ثم مكث ذلك اليوم وجاءهما فقال: "قد دللت عليه فأيكما أجرأ عليه، وأمضى مَقْدماً، وأحدّ سيفاً؟" قال أحدهما: "أنا"، فقال البراض:" انطلق"، وقال للآخر: "إياك أن تريم المكان"، ثم أخرجه حتى أدخله خربة من خربات يهود ثم قال البراض: "هو في هذه الخَرِبة وإليها يَأْوي، فأَنظرني حتى أنظرُ أثمَّ هو أم لا". فوقف له ودخل البرّاض، ثم خرج إليه البراض وقال: "هو نائم في البَيت الأقصى خلفَ هذا الجدار عن يمينك إذا دخلت، فهل عندك سيفٌ فيه صرامة؟"، فقال الغنوي: "نعم"، فقال البراض: " يا أخا غنى! هاتِ سَيفك أنظرُ إليه أصارم هو؟"، فأخذ بقائم السيف فسله والغمد في يد الغنوى فرفع البراض السيف فضربه به حتى قتله، ثم رجع إلى صاحبه فقال: ما رأيت أجبن ولا أكهم من صاحبك، تركته قائماً في الباب الذي فيه الرجل، والرجلُ نائم لا يتقدم إليه ولا يتأخَر عنه، فانطلق معي أنت"، فقال الغطفاني وقيل قال الغنوي:"يا لَهْفاه، انطلق بي حيث أحببت"، فانطلق الغنويُّ والبراض خلفه، حتى إذا جاوز الغنويّ بابَ الخَرِبة أخذ البرَّاض السيفَ من خلف الباب، ثم ضرَبه حتى قتله وأخذ سِلاحَيهما وراحلتيهما، وخرج رجل من اليهود يريد تلك الخربة لحاجته فوجد الرجلين مقتولين، فخرج فزعا مذعورا إلى قومه، فخرجوا فنظروا إلى القتيلين وطلبوا البراض، ونذر بهم فهرب من ساعته وفرق من يهود خيبر أن يظفروا به فخرج من خيبر،  ثم أرسل إلى بشر بن أبي خازم الأسدي من بني أسد بن خزيمة فأخبره بقتل الرحال والغطفاني والغنوي واستكتمه وأمره أن ينهي بهذا الخبر إلى عبد الله بن جدعان التيمي القرشي الكناني وهشام بن المغيرة المخزومي القرشي الكناني وحرب بن أمية العبشمي القرشي الكناني ونوفل بن معاوية الدؤلي الكناني وبلعاء بن قيس الليثي الكناني وكانوا سادات كنانة وأشرافها، وقال البراضُ لبشر الأسدي أن قيس عيلان لن ترضى أن تقتل بسيدها غير سيد مثله.

### يوم نخلة
خرج بشر بن أبي خازم الأسدي من عند البراض حتى قدم سوق عكاظ فوجد الناس بعكاظ قد حضروا السوق والناس محرمون للحج، فذكر الحديث للنفر الذين أمره بهم البراض، فقالت قريش فيما بينهم: انطلقوا بنا إلى أبي براء عامر بن مالك بن جعفر بن كلاب فنخبره بعض الخبر ونكتم بعضا ونقول: أن بين أهل نجد وأهل تهامة حدث ولم تأتنا لذلك جلية أمر، فاحجز بين الناس وأقم لهم السوق، ولا ينصرفن ولم تقم السوق وقد ضربوا آباط الإبل من كل موضع، ونقول: «كن على قومك ونحن على قومنا»، فخرجوا حتى جاؤوا أبا براء فذكروا له ذلك، فأجابهم إلى ما أحبوا، وقال: «أنا أكفيكم ذلك وأقيم السوق»، ورجع القوم فقال بعضهم لبعض: «ما هذا برأي أن نقيم ههنا ونخشى أن تُخبر قيس عيلان فيناهضونا ههنا على غير عدة منا وهم مستعدون فيكثرونا في هذا الموسم فيصيبوا منا، الحقوا بحرمكم»، فخرجت قريش مولية إلى الحرم منكشفين، وبلغ قيسا الخبر آخر ذلك اليوم،
فقال لبيد بن ربيعة بن عامر بن مالك العامري الهوازني يحض على الطلب بدم عروة الرحال:
وقال أبو براء العامري الهوازني: «ما كنا من قريش إلا في خدعة»، فخرجوا في آثارهم وقريش على حاميتها وهي تبادر إلى حرمها حتى دخلوا الحرم من الليل ونزعت قيس عنهم ولهم عدد كثير، ونادى الأدرم بن شعيب العامري الهوازني بأعلى صوته: «إن ميعاد ما بيننا وبينكم هذه الليالي من قابل فإنا لا نأتلي في جمع»، فقال حرب بن أمية القرشي الكناني لابنه أبي سفيان: «قل لهم إنّ موعدكم قابِل في هذا اليوم». فاستشرى الخبر وتأهبت كنانة وتأهبت قيس عيلان عاما يجمعون لهذه الحرب ويعدون لها.
وقال خداش بن زهير بن ربيعة العامري الهوازني: البسيط
ولم تقم تلك السنة سوق عكاظ، وكان يوم نخلة كفافا لا على هؤلاء ولا على هؤلاء.

### يوم شمطة
توافوا على قرن الحول في الليالي التي واعدت فيها قيس عيلان كنانة من العام المقبل، فسبقت قيس عيلان كنانة بيومين فنزلوا شمطة من عكاظ متساندين على كل قبيلة منهم سيدها، وفي هذا اليوم اجتمعت كنانة وقيس عيلان كلهم.
وأعطى عبد الله بن جدعان خاصة من ماله مئة رجل من كنانة أسلحة تامة وأداة، وجعلت كنانة لكل قبيلة رأسا يجمع أمرهم، فعلى بني عبد مناف حرب بن أمية ومعه أخواه سفيان وأبو سفيان وهو عنبسة ابنا أمية وعلى بني هاشم الزبير بن عبد المطلب ومعه النبي صلى الله عليه وسلم والعباس بن عبد المطلب، ومعهم بنو المطلب عليهم عبد يزيد بن هاشم بن المطلب، وعلى بني نوفل بن عبد مناف مطعم بن عدي بن نوفل، وعلى بني أسد بن عبد العزى خويلد بن أسد وعثمان بن الحويرث بن أسد، وعلى بني زهرة مخرمة بن نوفل بن أهيب، وعلى بني مخزوم هشام بن المغيرة، وعلى بني جمح أمية بن خلف بن وهب ومعمر بن حبيب، وعلى بني عدي زيد بن عمرو بن نفيل، وعلي بني عامر بن لؤي عمرو بن عبد شمس أبو سهيل بن عمرو، وعلى بني محارب بن فهر ضرار بن الخطاب بن مرداس، وعلى بني الحارث بن فهر عبد الله ابن الجراح أبو أبي عبيدة بن الجراح، وعلى بني سهم العاص بن وائل، وعلى بني عبد الدار عامر بن عكرمة بن هاشم، وعلى بني تيم عبد الله بن جدعان، وعلى الأحابيش وهم الحارث بن عبد مناة وعضل والقارة والديش والمصطلق من خزاعة نحلفهم بالحارث بن عبد مناة الحليس بن يزيد الحارثي وسفيان بن عويف فهما قائداهم، وعلى بني بكر بن عبد مناة بلعاء بن قيس بن عبد الله الليثي، وعلى بني فراس بن غنم عمر بن قيس جذل الطعان، وعلى بني أسد بن خزيمة بشر بن أبي خازم، وأمر الناس إلى حرب بن أمية، وقيل خرجوا متساندين ليس عليهم أمير يكفهم وقيل كانت إمرتهم إلى ابن جدعان لقول زوجة النبي محمد عائشة بنت أبي بكر: «كان حرب الفجار ولم يك يوم في العرب أذكر منها مكث الناس سنة يجمعون ويتعبون للقتال فخرجت قريش من دار عبد الله بن جدعان ورأس الناس يومئذ عبد الله بن جدعان قادهم وسلح الرجال وقسم الأموال»، ولم يحضر من بني تميم أحد إلا من كان محالفا لقريش في مكة كآل زرارة وآل أبي إهاب وأبو يعلى أمية بن أبي عبيدة بن همام الحنظلي ولم يحضر من هذيل أحد.
وتجمعت قيس عيلان وجمعوا الجموع وقادوا الخيل فكانت خيلهم كثيرة يومئذ، واستعانت بثقيف وتجمعت هوازن وسليم جميعا وثقيف وجسر بن محارب وغيرهم ممن لحق بهم من قيس عيلان متساندين على كل قبيلة منهم سيدها، فكان أبو أسماء بن الضريبة النصري وعطية بن عفيف النصري علي بني نصر والخيسق الجشمي على بني جشم وبني سعد بن بكر، وكان وهب بن معتب بن مالك الثقفي وأخوه مسعود على ثقيف؛ وكان على بني عامر بن ربيعة محارب، وعلى الأبناء أبناء صعصعة سلمة بن سعلاء أحد بني البكاء ومعه خالد بن هوذة، وعلى بني هلال بن عامر بن صعصعة ربيعة بن أبي ظبيان بن ربيعة الهلالي، وكان في بني عامر أبو براء وكان في جشم دريد بن الصمة، وكان في بني نصر سبيع بن ربيعة وفي سليم عباس بن حي الأصم الرعلي، فاختلفوا في الرئاسة، فقالت بنو عامر: نرأس أبا براء عامر بن مالك بن جعفر، وقالت بنو نصر بن معاوية وسعد بن بكر وثقيف: نرأس سبيع بن ربيعة بن معاوية النصري، وقالت بنو جشم: بل نرأس دريد بن الصمة؛ حتى كادوا يقتتلون بينهم فمشى بينهم أبو براء فقال: «اجعلوا من ذلك من شئتم فأنا أول من أطاعه وأجاب»، فكف القوم ورضوا وجعلوا على بني عامر أبا براء وعلى بني نصر وسعد بن بكر وثقيف مسعود بن معتب الثقفي وهو رأس ثقيف وأمره إلى سبيع بن ربيعة، وعلى غطفان عوف بن حارثة المري، وعلى بني سليم عباس بن حي الرعلي أبا أنس، وعلى فهم وعدوان كدام بن عمير الجديلي.
فلما نزلوا عكاظ وأقاموا اليوم الثاني قال سبيع بن ربيعة النصري الهوازني: "يا معشر قيس ما كان مسيركم إلى قريش بشيء"، قالوا: "ولم؟" قال: لا ترون لهم جمعا العام"، قال أبو براء: " فما تكره من ذلك؟ تقوم سوقنا وننصرف والغلبة لنا"، فقال له رجل من بني أسد بن خزيمة يسمع كلامه: " بلى والله لتوافين كنانة ولا تتخلف ولا ترى غير ذلك"، فتقاولا حتى تراهنا مائة بعير لمائة بعير فتواثقا على ذلك، فلم يتفرقوا من مجلسهم حتى أوفى موف فقال: "قد طلع من مكة الدهم وجاءت الكتائب يتلو بعضها بعضا"، فقام الأسدي مسرورا وهو يرتجز: الرجز 
فقال مسعود بن معتب الثقفي لقيس حين عرف أن قريشا قد جاءت: «دعوني أنظر لكم في القوم فإن يكن في القوم عبد الله بن جدعان فلم يتخلف عنكم من كنانة أحد»، فلم يرعه إلا بعبد الله بن جدعان على جمل معتجرا ببردة حبرة فرجع مسعود بن معتب إلى قيس فقال: «أتتكم قريش بأجمعها»، وتهيأ الناس وصفوا صفوفهم، وقام حرب بن أمية القرشي يسوي صفوف كنانة ومعه إخوته سفيان وأبو سفيان وهو عنبة بن أمية وأبو العاص بن أمية ويومئذ سموا العنابس وقد لبس حرب بن أمية درعين وقيد نفسه ولبس سفيان درعين وقيد نفسه ولبس أبو سفيان درعين وقيد نفسه ولبس أبو العاص درعين وقيد نفسه، وكان معهم العباس بن عبد المطلب في العنابس يومئذ قيد نفسهن معهم أيضا، وقالوا: «لن نبرح حتى نموت أو نظهر عليهم»، وصفت قيس صفوفها وكان الذي يسوي صفوفها أبو براء عامر بن مالك الكلابي العامري الهوازني وأخذ راية كنانة حرب بن أمية وأخذ راية قيس عيلان أبو براء، وخرج الحليس بن يزيد الحارثي الكناني وهو يومئذ سيد الأحابيش فدعا إلى المبارزة، فخرج إليه أبو حرب بن عقيل بن خويلد العقيلي العامري الهوازني فتطاعنا ساعة حتى كسر العقيلي عضد الحليس بن يزيد ثم تحاجزا ونهض الناس بعضهم إلى بعض فاقتتلوا قتالا شديدا وأبو العاص يرتجز ويقول: الرجز
فكانت قيس عيلان من وراء المسيل وقريش من دون المسيل وبنو كنانة في بطن الوادي وقال لهم حرب بن أمية: «إن أبيحت قريش فلا تبرحوا مكانكم»، وكان على إحدى المجنبتين أبن جدعان وعلى الأخرى كريز بن ربيعة بن حبيب بن عبد شمس وقيل هشام بن المغيرة وفي القلب حرب بن أمية، فكانت الدبرة أول النهار لكنانة على قيس عيلان حتى إذا كان آخر النهار صبرت قيس فاستحر القتل في قريش، وانهزمت من قريش بنو زهرة وبنو عدي وقتل معمر بن حبيب ورجال من بني عامر بن لؤي فانهزمت طائفة من قريش وثبت حرب بن أمية وإخواته وسائر قبائل قريش، فلما رأى ذلك الذين في الوادي من بني الحارث الأحابيش من كنانة مالوا إلى قريش وتركوا مكانهم، فلما فعلوا ذلك استحر القتل بهم وصبروا، فقتل تحت رايتهم ثمانون رجلا، فلما رأت ذلك بنو بكر من كنانة قال بلعاء بن قيس استبقاء لهم: «ألحقوا برخم»، فاعتزل بهم إلى جبل رخم، وقال: «دعوهم فوددت أنه لم يفلت منه أحد»، وانهزمت كنانة ولم يقتل من قريش أحد يذكر، وزالت قريش آخر النهار بانزيال بني بكر. فكان حكيم بن حزام الأسدي القرشي يقول: «شهدت عكاظ فبنو بكر كانوا أشد علينا من قيس انكشفوا علينا وتركونا»، وكان سعيد بن يربوع المخزومي القرشي يقول: «رأيتنا يومئذ وما أتينا أول النهار إلا من بني بكر انكشفو عنا وتركونا».
وقال خداش بن زهير بن ربيعة العامري الهوازني:

### يوم العبلاء
وهو يوم عكاظ الأول، وفيه تجمع الحيان فالتقوا على قرن الحول من اليوم الأول من يوم عكاظ والتقوا بالعَبْلاءِ وهو أعبل صخرة بيضاء إلى جنب عكاظ، ورؤساؤهم هم الذين كانوا عليهم يوم شمطة بأعيانهم، فاقتتلوا قتالا شديدا فانهزمت كنانة، وقتل العوام بن خويلد الأسدي القرشي الكناني، قتله العاقر مرة بن معتب بن مالك الثقفي، فقال في ذلك رجل من ثقيف:
وقال خداش بن زهير العامري الهوازني:
وقال أيضا:
وقال أيضا:

### يوم الشرب
وهو أعظم أيام حرب الفجار وقيل أنه أعظم أيام العرب في الجاهلية، وهو رابع أيام حرب الفجار، ويعرف باسم يوم عكاظ الثاني، وفيه احتشد وحضر جميع كنانة وقيس عيلان فالتقوا في شرب من عكاظ قرب مكة على رأس الحول في اليوم الثاني من يومي عكاظ وعليهم رؤساؤهم الذين كانوا قبل، فحمل يومئذ عبد الله بن جدعان التيمي القرشي ألف رجل من بني كنانة على ألف بعير، ويُروى أن زهير بن ربيعة العامري الهوازني والد خداش بن زهير الشاعر قد قتل في حرب الفجار.
وفي هذا اليوم قيد حرب بن أمية القرشي الكناني وسفيان بن أمية القرشي الكناني وأبو سفيان بن أمية القرشي الكناني فسمي هؤلاء الثلاثة يومئذ العنابس وهي الأسود وأحدها عنبسة وقيد العباس بن عبد المطلب القرشي الكناني عم النبي محمد نفسه معهم وقالوا: «لا نبرح حتى نموت مكاننا»، وعلى أبي سفيان يومئذ درعان قد ظاهر بينهما وقيل أن أبا سفيان بن أمية هو الوحيد الذي قيد نفسه، وخرج الحليس بن علقمة الحارثي الكناني وهو رئيس الأحابيش بني الحارث من كنانة يومئذ فدعا إلى المبارزة فبرز إليه الحدثان بن سعد النصري الهوازني فطعنه الحدثان فدق عضده وتحاجزا ولم يقتل أحدهما الآخر.
فاقتتل الناس يومئذ قتالا شديدا واستحر القتل بينهم وثبت الفريقان ثم همت بنو بكر بن عبد مناة من كنانة بالهرب وكانت بنو مخزوم من قريش تلي بني بكر من خلفهم فحافظت بنو مخزوم حفاظا شديدا وكان أشدهم يومئذ بنو المغيرة بن عبد الله وأشد بني المغيرة: أبو عبد مناف هاشم بن المغيرة المخزومي القرشي وذو الرمحين أبو ربيعة بن المغيرة المخزومي القرشي إذا صابروا وأبلوا بلاء حسنا فقال عبد الله بن الزبعري السهمي القرشي يمدح بنى المغيرة من بني مخزوم:
وكان أبناء المغيرة المخزومي الأربعة قد تقدموا جيش كنانة، وهم أبي ربيعة والفاكه وأبي أمية وحفص، واستبسلوا وقاتلوا حتى قتل منهم ثلاثة هم حفص والفاكه وأبي امية، فلما رأت بنو بكر بن عبد مناة من كنانة صنيع بني مخزوم تذامروا فعطف بلعاء بن قيس الليثي الكناني وعطفت معه بنو بكر وهو يقول :
واقتتل القوم قتالا شديدا وحملت قريش وكنانة على قيس عيلان من كل وجه فانهزمت قيس عيلان كلها، وقد صبر أول الأمر من قيس عيلان بنو نصر ثم هربوا فثبت منهم بنو دهمان بن نصر فلم يغنوا شيئا فانهزموا وكان عليهم سبيع بن أبي ربيعة الدهماني النصري الهوازني أحد بني دهمان فعقل نفسه ونادى: «يا آل هوازن يا آل هوازن يا آل نصر» فلم يعرج ويعطف عليه أحد وأجفلوا منهزمين، فكر بنو أمية بن عبد شمس من قريش على بني دهمان خاصة فحاول الخنيسق الجشمس وقشعة الجشمي نصرة بني دهمان وقاتلوا فلم يغنوا شيئا. وانهزمت قيس، وقتل من أشرافهم عباس الرعلي في بشر من بني سليم، وانهزمت ثقيف وبنو عامر، وقتل يومئذ من بني عامر عشرة، فلما رأى ذلك شيخ من بني نصر صاح: «يا معشر بني كنانة! أسرفتم في القتل»، فأجابه عبد الله بن جدعان: «إنا معشر سرف»، ولما رأى أشراف قيس ما تصنع قبائل قيس من الفرار عقل رجال منهم أنفسهم منهم سبيع بن ربيعة وغيره ثم أضطجع وقال:«يا معشر بني نصر! قاتلوا عني أو ذروا»، فعطف عليه بنو نصر وبنو جشم وبنو سعد بن بكر وفهم وعدوان، وهربت قبائل قيس غيرهم، فقاتلوا حتى انتصف النهار ثم انهزموا.
و قال حرب بن أمية القرشي الكناني لابن أبي براء العامري الهوازني:
وقال ضرار بن الخطاب الفهري القرشي:
وقال جذل الطعان علقمة بن فراس المالكي الكناني:
وقال أمية بن الأسكر الليثي الكناني:
وقالت عاتكة بنت عبد المطلب الهاشمية القرشية الكنانية:

### مدار قيس
كان مسعود بن معتب بن مالك الثقفي سيد هوازن وأحد سادات قيس عيلان قد ضرب على امرأته سبيعة بنت عبد شمس القرشية الكنانية خباء وكان يجمع الكبول والجوامع فرآها تبكي حين تدانى الناس فقال لها: «ما يبكيك»، فقالت: «لما يصاب غدا من قومي»، فقال لها: «من دخل خباءك فهو آمن»، فجعلت توصل فيه القطعة بعد القطعة والخرقة والشيء ليتسع فقال لها: «لا يتجاوزني خباؤك فإني لا أمضي لك إلا من أحاط به الخباء، لا يبقى طنب من أطناب هذا البيت إلا ربطت به رجلا من بني كنانة وأرجو والله أن أملأ منها قومك»، فأحفظها فقالت: «أنت وذاك أما والله لئن رأيتهم لتعرفن غير ذلك وإني لأظن أنك ستود أن لو زدت في توسعته»، فلما صف القوم بعضهم لبعض والتقت كنانة وقيس عيلان خرجت سبيعة فنادت قومها بأعلى صوتها قائلة: «إن وهبا يأتلي ويحلف ألا يبقى طنب من أطناب هذا البيت إلا ربط به رجلا من كنانة فالجد الجد»، فلما انهزمت قيس عيلان خرج مسعود بن معتب الثقفي لا يعرج على شيء حتى أتى سبيعة بنت عبد شمس القرشية الكنانية زوجته فجعل أنفه بين ثدييها وقال: «أنا بالله وبك»، فقالت: «كلا زعمت أنك ستملأ بيتي من أسرى قومي اجلس فأنت آمن». فدخل من استطاع من قيس عيلان خباءها مستجيرين بها فأجار لها حرب بن أمية القرشي الكناني سيد كنانة جيرانها وقال لها: «يا عمة من تمسك بأطناب خبائك أو دار حوله فهو آمن»، فنادت سبيعة: «من تعلق بطنب من أطناب بيتي فهو آمن من ذمتي»، فاستدارت قيس عيلان بخبائها حتى صاروا حلقة وكثروا جدا فلم يبق أحد لا نجاة عنده إلا دار بخبائها فقيل لذلك الموضع مدار قيس وكان يضرب في الجاهلية بمدار قيس المثل ويعير قيس عيلان بمدارهم يومئذ بخباء سبيعة بنت عبد شمس القرشية الكنانية فتغضب قيس عيلان من ذلك. وأخرج مسعود بن معتب أبناءه: عروة ولوحة ونويرة والأسود، فأمرتهم أمهم سبيعة أن يدورون وهم غلمان في قيس عيلان يأخذون بأيديهم إلى خباء أمهم الكنانية ليجيروهم فيسودوا بذلك.
وقال خداش بن زهير بن ربيعة العامري الهوازني وقيل عوف بن الأحوص بن جعفر العامري الهوازني:

### يوم الحُرَيرَة
ثم كان اليوم الخامس وهو يوم الحُرَيرَة وهي حرة قرب نخلة إلى جانب عكاظ مما يلي مهب جنوبها ثم تقبل تريد مكة من مهب صباها حتى تنقطع دوين قرن، وكان فيه الرؤساء الذين كانوا عليهم إلا أبو مساحق بلعاء بن قيس اليعمري الليثي الكناني سيد بني بكر من كنانة فإنه قد مات قبل يوم الحُرَيرَة فصار على بني بكر أخوه جثامة بن قيس الليثي الكناني، فاقتتلوا فانهزمت كنانة وقتل يومئذ أبو سفيان بن أمية القرشي الكناني، وممن أبلى بلاء حسنا من قيس عيلان في يوم الحُرَيرَة: عثمان بن أسيد بن مالك العامري الهوازني وابن عمه ورقاء بن الحارث بن مالك العامري الهوازني.
وقال خداش بن زهير بن ربيعة العامري الهوازني:
وقال الحارث بن كَلَدة الثَّقفيّ:

### انتهاء الحرب والصلح
بعد يوم الحريرة تواعد الحيان من العام المقبل إلى عكاظ فوافوا الموعد وجاءت كنانة وقيس عيلان.
وكان عتبة بن ربيعة العبشمي القرشي الكناني يتيما في حجر ابن عمه حرب بن أمية سيد قريش وكنانة فضربه حرب وأشفق من خروجه معه، فخرج عتبة بغير إذن حرب، فلم يشعر إلا وعتبة على بعيره بين الصفين ينادي: «يا معشر مضر علام تفانون ؟» فقالت له هوازن: «ما تدعو إليه ؟»، قال: «الصلح، انصرفوا فيعد هذا الأمر إلى أحسنه وأجمله فإنكم في شهر حرام وقد عورتم متجركم وانقطعت موادكم وخاف من قاربكم»، قالوا: «لا ننصرف أبدا ونحن موتورون ولو متنا من آخرنا»، قال: «فالقوم قد وتروا وقد قتلوا نحوا مما قتلتم وجرحوا كلما جرحتم»، فقالت قيس عيلان: «قتلانا أكثر من قتلاهم»، فقال عتبة بن ربيعة: «فإني أدعوكم إلى خطة هي لكم صلاح ونصفة، عدوا القتلى فإن كان لكم الفضل ودينا فضلكم، وإن كان لهم وديتم فضلهم». قالوا: «ومن لنا بذلك»، قال: «أنا»، قالوا: «ومن أنت ؟»، قال: «أنا عتبة بن ربيعة بن عبد شمس» فرضيت قيس عيلان بذلك وقال أبو البراء العامري الهوازني: «لا يرد هذه الخطة أحد إلا أخذ شرا منها، نحن نفعل»، وأجابوا فاستوثق من رؤساء قيس عيلان من أبي براء وسبيع بن ربيعة، ثم انطلق إلى حرب بن أمية وابن جدعان وهشام بن المغيرة فاستوثق منهم، فرضت كنانة وتحاجز الناس وأمنوا وعدوا القتلى فوجدوا أن قتلى قيس عيلان كانوا أكثر من قتلى كنانة بعشرين رجلا فودتهم كنانة ورهن يومئذ حرب بن أمية ابنه أبا سفيان بن حرب ورهن الحارث بن علقمة العبدري القرشي ابنه النضر بن الحارث ورهن سفيان ان عويف الحارثي الكناني ابنه الحارث في ديات القوم عشرين دية حتى يؤدوها وانصرف الناس كل وجه وهم يقولون: «حجز بين الناس عتبة بن ربيعة فلم يزل يذكر بها آخر الأبد»، ووضعت الحرب أوزارها فيما بينهم وتعاهدوا وتعاقدوا أن لا يؤذي بعضهم بعضا فيما كان بينهم من أمر البراض وعروة والغطفاني والغنوي، وانصرفت قريش فترافدوا في الديات فبعثوا بها إلى قيس وافتكوا أصحابهم، وقدم أبو براء معتمرا بعد ذلك فلقيه ابن جدعان فقال: «أبا براء! ما كان أثقل على موقفك يومئذ؟»، فقال أبو براء: «ما زلت أرى أن الأمر لا يلتحم حتى رايتك فلما رأيتك علمت أن الأمر سيلتحم وقد آل ذلك إلى خير وصلح»،  وقيل ودى القتلى حرب بن أمية القرشي الكناني، وزعم بنو كنانة أن القتلى الفاضلين فتلاهم وأنهم هم ودوهم، وبذلك انقضت حرب الفجار فاجتمعت القبائل على الصلح وتعاقدوا ألا يعرض بعضهم لبعض.
وأبى وهب بن معتب بن مالك بن كعب الثقفي الصلح، وخالف قومه قيس عيلان وجعل لا يرضى بذلك حتى يدركوا بثأرهم، فقال فيه أمية بن حرثان بن الأسكر بن سربال الموت الليثي الكناني: الكامل
واندس وهب بن معتب حتى أغار بقوم معه من هوازن على بني الملوح وبني مدلج وهما حيان من كنانة بصحراء الغميم بين مكة والمدينة المنورة، وفي القوم سلمة بن سعلاء وقيل ابن سعدي البكائي الهوازني وخالد بن هوذة العامري الهوازني، وناس من بني هلال عليهم ربيعة بن أبي ظبيان الهلالي الهوازني، وناس من بني نصر بن معاوية عليهم مالك بن عوف النصري الهوازني وهو يومئذ أمرد وهذا أول يوم ذُكر فيه، فقاتلوهم وجعل مالك يقاتل ويرتجز: الرجز
فقتلت بنو مدلج يومئذ عبيد بن عوف البكائي الهوازني وسبيع بن المؤمل الجسري المحاربي، وأما بنو الملوح فكان النصر أول النهار لهم ثم انهزموا واستحر فيهم القتل، فقتل منهم ثلاثين رجلا وسيقت البهائم.
ثم كان الرجل من الحيين بعد ذلك يلقى الرجل والرجلان يلقيان الرجلين فيقتل بعضهم بعضا، ومن ذلك ابن محمية بن عبد بن جابر الدؤلي الكناني لقي زهير بن ربيعة العامري الهوازني والد الشاعر خداش بن زهير، فقال زهير: «إني حرام جئت معتمرا»، فقال له ابن محمية: «ما تلقى طوال الدهر إلا قلت أنا معتمر»، فقتله ثم ندم فقال يرتجز: الرجز
وقال في ذلك ربيعة بن علس الشويعر الليثي الكناني:
وبعد انقضاء الحرب أرسل عبد الله بن جدعان التيمي القرشي ستين بعيرا مع رجل من حضرموت يرعى له بنجد فعدا أهل نجد على الحضرمي فقتلوه وانتهبوا الإبل، وكان عبد الله بن جدعان قد اتهم خداش بن زهير العامري الهوازني فأمسك خداش عن الحج وخاف قريشا، ثم بعث خداش بعد ذلك بهدي له ينحر بمنى فلما وقف هديه بالمنحر من منى رآه رجال من قريش، فقالوا: «لمن هذه البدن»، فقيل: «لخداش بن زهير»، فقالوا: «ألعدو الله المستحل أموال أهل الحرم لا والله لا تنحر ههنا أبدا»، ثم ضربوا وجوهها من منى فبلغ ذلك خداش بن زهير فقال يهجو ابن جدعان:

## ما روي عن مشاركة النبي صلى الله عليه وسلم في هذه الحرب
روي ان النبي شهد جميع أيام حرب الفجار الرابع إلا يوم نخلة وروي انه كان ضمن بني كنانة لكونه منهم. وروي ان عمر النبي أول ما شهد حرب الفجار 14 سنة وانتهت وهو ابن 20 سنة.
وروي ان النبي قال :«قد حضرته مع عمومتي، ورميت فيه بأسهم، وما أحب أني لم أكن فعلت»، وروي ان النبي قال:«كنت أنبل على أعمامي»، وروي ان النبي قال : « ما سرني أني لم أشهده إنهم تعدوا على قومي عرضوا عليهم أن يدفعوا إليهم  البراض صاحبهم فأبوا».
ولم تثبت صحة هذه الروايات وفقاً لرأي أكرم ضياء العمري الذي قال في حرب الفجار ولم يثبت أن رسول الله -صلى الله عليه وسلم- شهدها.